# Jay Hardway
Jay Hardway (* 27. April 1991 in Drunen, Niederlande als Jobke Heiblom) ist ein niederländischer DJ und Produzent, der insbesondere durch die Zusammenarbeit mit dem ebenfalls niederländischen DJ Martin Garrix bekannt ist. Gemeinsame Veröffentlichungen waren unter anderem Error 404 und Wizard. Des Weiteren machte er mit seinen Solo-Singles Bootcamp und Wake Up auf sich aufmerksam.

## Karriere
Jobke Heiblom wurde in Drunen, einer kleinen Stadt in den Niederlanden geboren. Sein Interesse für die elektronische Musik wuchs bereits in jungen Jahren und im Alter von nur 14 Jahren begann Hardway mit dem Auflegen. Er spielte in kleineren Pubs und startete auch eigene Tracks zu produzieren. Die Einrichtungen, in denen er auflegte wurden größer und im Alter von 18 Jahren legte er vor größerem Publikum in zahlreichen Clubs seines Heimatlandes auf. Inspiriert von DJs wie Tiësto, Afrojack, Laidback Luke und Vato Gonzalez entwickelte sich sein Gefühl sowie auch seine Ideen für Eigenkompositionen. In den folgenden Jahren gelangten einige seiner Produktionen ins Internet, darunter der Solotrack Checked Out, Batmobile gemeinsam mit Delavita, sowie ein Remix der Erfolgs-Single Rattle des ebenfalls niederländischen Projekts Bingo Players, welche die Bekanntheit des DJs unterstützten.
Im Verlauf des Jahres 2012 wurde das niederländische Erfolgs-Label „Spinnin’ Records“ zum einen auf den zu derzeit 21 Jahre alten Jay Hardway als auch den 16-jährigen Martin Garrix aufmerksam. Nachdem beide bei Spinnin’ unterzeichneten, begannen sie an gemeinsamen Studioarbeiten. Ende 2012 stellten sie letztlich den Track Registration Code fertig. Das Lied stellt eine Electro-House-Produktion dar und gewann schnell an Popularität. Eine Singleveröffentlichung erfolgte im Oktober 2012. Der Song prägte den späteren Stil beider Interpreten und wurde auf YouTube bis heute über eine Million Mal aufgerufen. Eine zweite Kollaboration folgte im März 2013. Mit Error 404 veröffentlichten sie über „Spinnin’-“und „Doorn Records“ ihren ersten großen Erfolg. Das Lied konnte bis auf Platz 16 der Beatport-Charts vorrücken und war über ein Jahr in den iTunes-Dance-Charts zahlreicher Länder zu finden. Auf YouTube zählt die Spur über 10 Millionen Aufrufe.
Während Garrix mit Animals weltweiten Erfolg feierte, begann Hardway mit der Komposition eines weiteren gemeinsamen Tracks. Das Grundgerüst des Lieds Wizard. Zusammen stellten sie das Instrumentalstück noch im selben Jahre fertig und veröffentlichten diesen am 2. Dezember 2013 über „Spinnin'-“ und „Kontor Records“. Wizard stellt den ersten weltweiten Erfolg des DJs dar. Bereits nach wenigen Stunden stand das Lied in den Top-10 zahlreicher iTunes-Charts, darunter Platz 4 in Deutschland und Nummer 7 in Großbritannien. Auch in den offiziellen Single-Charts stieg der Track hoch ein, darunter waren Platz 6 in Belgien, Platz 4 in Schottland, Rang 7 in Großbritannien sowie weitere Top-100 Positionen in über 15 Ländern. Das offizielle Musikvideo des Big-Room-Tracks wurde innerhalb eines Jahres über 120 Millionen Mal aufgerufen. „Spinnin'“ gab bekannt, dass keine bisherige Veröffentlichung so schnell auf Platz 1 der Beatport-Charts vorrückte wie Wizard. In Schweden erhielt das Duo eine Goldene Schallplatte.
Im Mai 2014 legte Hardway mit seiner ersten offiziellen Solo-Single nach. Diese trägt den Titel Bootcamp und enthält einen ähnlichen Big-Room-Drop, wie die Vorgängersingle Wizard. Bootcamp wurde von zahlreichen DJ-Größen wie Hardwell, Tiësto oder Showtek bei ihren Auftritten supportet. Vorgestellt wurde die Single in Episode 162 des „Hardwell On Air“ Podcasts. An den Erfolg von Wizard konnte das Lied jedoch nicht anschließen, dennoch wurde das Musikvideo nach nur wenigen Monaten über 5 Millionen Mal angeklickt. Am 11. August 2014 erschien das Lied Freedom. Der Big-Room-lastige Track stellt eine Kollaboration mit dem dänischen House-DJ Mike Hawkins dar.
Ins Jahr 2015 startete Hardway mit dem Release des Liedes Voodoo. Es entstand in Zusammenarbeit mit dem kanadischen DJ-Duo Dvbbs. Bereits im Februar 2015 machten Previews sowie auch Fan-made-Videos ihre Runden durch das Internet. Erstmals offiziell gespielt wurde Voodoo in der 202. Episode von „Hardwell On Air“, jedoch erschien es bereits Ende des Jahres 2014 in einem Mix des Labels „Spinnin’“ mit dem Titel Future Hits und wurde aus diesem zahlreiche Male mitgeschnitten und als „Martin Garrix & Showtek Collab“ gehandelt. Bereits kurz nach der Veröffentlichung am 2. März 2015 entwickelte sich das Lied zu einem Club-Hit und erhielt Promotion von Künstlern wie Dimitri Vegas & Like Mike, W&W oder Avicii. Das offizielle Musikvideo des Tracks wurde parallel zur Veröffentlichung hochgeladen und zählte bereits nach einem Monat mehrere Millionen Klicks. Es wurde Hardways zweiter Beatport-Nummer-eins-Hit.
Am 26. Juni 2015 erschien Hardways siebte Single Wake Up. Bereits am 13. Juni 2015 veröffentlichte er einen ersten Teaser des Liedes, bei dem sowohl die Lead, als auch der Drop zuhören waren. Durch die Verwendung von Vocal-Cuts in der Lead, die erstmals durch Martin Garrix’ Forbidden Voices und The Only Way Is Up, wurde der Song bereits vor der Veröffentlichung mit diesen verglichen. Dennoch erhielt das Lied starkes, positives Feedback, da Jay Hardway mit dieser Single erstmals einen Progressive-House-Track veröffentlichte und ein weiteres Mal die hohe Qualität seiner Produktionen unter Beweis stellte. Das offizielle Musikvideo zum Track wurde am selben Tag der Veröffentlichung von „Spinnin' TV“ hochgeladen und zeigt zahlreiche Aufnahmen seiner Tournee.

## Diskografie

### Singles
- 2012: Registration Code (mit Martin Garrix)
- 2013: Error 404 (mit Martin Garrix)
- 2013: Wizard (mit Martin Garrix)
- 2014: Bootcamp
- 2014: Freedom (mit Mike Hawkins)
- 2015: Voodoo (mit DVBBS)
- 2015: Wake Up
- 2015: Electric Elephants
- 2015: Home (mit Firebeatz)
- 2016: Stardust
- 2016: El Mariachi (mit Bassjackers)
- 2016: Dinosaur (mit Bassjackers)
- 2016: Somnia
- 2016: Spotless (mit Martin Garrix)
- 2016: Amsterdam (AMF Anthem)
- 2017: Scio
- 2017: Golden Pineapple
- 2017: Wired (mit MOTi feat. Babet)
- 2017: Kingdoms (mit Tungevaag)

### Remixes
- 2012: The Opposites -Hey DJ
- 2012: Bingo Players – Rattle
- 2013: Someday – You’re In My Head
- 2013: Margaret Berger – I Feed You My Love
- 2013: Dr. Papasov – D.I.Z.Z.Y.
- 2016: Sam Feldt – Runaways

## Auszeichnungen für Musikverkäufe
| Goldene Schallplatte - Schweden - 2014: für die Single Wizard |

Anmerkung: Auszeichnungen in Ländern aus den Charttabellen bzw. Chartboxen sind in ebendiesen zu finden.
| Land/RegionAuszeichnungen für Musikverkäufe (Land/Region, Auszeichnungen, Verkäufe, Quellen) | Silber  | Gold  | Platin | Verkäufe | Quellen              |
| -------------------------------------------------------------------------------------------- | ------- | ----- | ------ | -------- | -------------------- |
| Schweden (IFPI)                                                                              | —       | Gold1 | —      | 20.000   | sverigetopplistan.se |
| Vereinigtes Königreich (BPI)                                                                 | Silber1 | —     | —      | 200.000  | bpi.co.uk            |
| Insgesamt                                                                                    | Silber1 | Gold1 | —      |          |                      |